# Nanuo Xiang
Nanuo Xiang (kinesiska: 那诺, 那诺乡) är en socken i Kina. Den ligger i provinsen Yunnan, i den sydvästra delen av landet, omkring 200 kilometer söder om provinshuvudstaden Kunming. Antalet invånare är 15 095. Befolkningen består av 7 141 kvinnor och 7 954 män. Barn under 15 år utgör 25,0 %, vuxna 15-64 år 66 %, och äldre över 65 år 8,0 %.
Genomsnittlig årsnederbörd är 1 348 millimeter. Den regnigaste månaden är juli, med i genomsnitt 291 mm nederbörd, och den torraste är februari, med 17 mm nederbörd.